# Teatro musical de Krasnodar
El teatro musical de Krasnodar (del ruso: Краснодарский музыкальный театр) es un teatro musical situado en la calle Krásnaya del distrito central de la ciudad de Krasnodar, en el krai de Krasnodar, sur de Rusia.
Los escenógrafos del teatro son Alekséi Stepaniuk y Dmitri Bertman. El coreógrafo Yuri Grigoróvich colabora con el teatro. En el repertorio de la compañía del teatro figuran clásicos de la ópera y el ballet como Carmen, de Georges Bizet, Espartaco de Aram Jachaturián o Eugenio Oneguin de Piotr Chaikovski. 

## Historia
El teatro fue fundado en 1933 como Teatro de Comedia Musical de la ciudad de Armavir Lunacharski, nombre que cambiaría a Teatro de Comedia Musical del Azov y el Mar Negro hasta 1937. Su repertorio constaba de 20 obras, entre ellas, las operetas La mazurca azul, de Leo Stein, el Amor gitano, de Franz Lehár, Mam'zelle Nitouche, de Florimond Hervé, Der Zigeunerprimas, de Imre Kálmán Koppstein, Geisha, de David Belasco, El último csardás, La viuda alegre de Lehár, Jolopka, de Nikolái Strélnikov o 'Rose-Mary de Rudolf Friml.
Entre 1937 y 1966 el teatro fue renombrado como Teatro de Comedia Musical de Krasnodar. Se renóvó el repertorio en 1938 con obras como La feria de Soróchinets de Modest Músorgski, Colombina de Alekséi Riábov, Boda en Malínovka y El Centésimo Tigre de Borís Aleksándrov y otras. Nikolái Yadigarov fue nombrado director del teatro. El 12 de agosto comenzó la ocupación de Krasnodar por la Wehrmacht de la Alemania nazi. El 10 de febrero las tropas alemanas en retirada detonaron explosivos en las instalaciones del teatro y no pudieron reanudarse las actividades hasta 1944. Al año siguiente Andronik Isagulián ocupó la dirección. En el repertorio se incluyeron obras de Kálmán, Lehár, Strauss, Dunayevski, Aleksándrov y Miliutin. 
En 1954 el teatro fue trasladado al edificio del antiguo cine Kolós en la calle Krásnaya, 44. Fiódor Kovroski fue director del teatro уntre 1952 y 1956, año en que se nombró a Matvéi Osherovski. El teatro salió en gira artística a Moscú por primera vez en 1960, en 1964 se inició la construcción del nuevo edificio, al que se trasladaría el teatro en 1966, recibiendo el nombre Teatro de Opereta del krai de Krasnodar. Entre las obras representadas en esa época destacan Al amanecer, El Dragón Negro o Amor gitano. Tanto el director Andronik Isagulián como el director de orquesta Mijail Kirakosov (en el teatro desde 1947) dejaron el teatro en 1969 y su lugar lo ocupó el director de coro Valentín Trembach. Entre las obras que se interpretaron en la época destacan Frasquita de Lehar, Amor gitano, El barón gitano de Strauss, La violeta de Montmartre, de Kálmán o La lira y la espada. En 1972 tomó posesión del cargo de director Yuri Jmelnitski y el de director de orquesta Eric Rozen, bajo cuya dirección se realizaron entre otras obras La viuda alegre, La bayadera ´de Kálmán o El murciélago de Strauss hijo.
El 1 de octubre de 1997 el Jefe de la Administración del krai de Krasnodar firmó la decisión sobre el cambio de estatus a Teatro de Opereta del Krai y cambio de nombre a Teatro Musical de Krasnodar. A mediados de enero de 2002 la administración del krai decidió incluir al teatro en la asociación artística estatal de Krasnodar Premiera.